# Oporinia tectata
Oporinia tectata là một loài bướm đêm trong họ Geometridae.